# Red de Sostenibilidad
La Red de Sostenibilidad (en portugués: Rede Sustentabilidade o simplemente REDE) es un partido político brasileño fundado en 2013 por Marina Silva, política brasileña con base electoral en estado brasileño del Acre.
El partido formó una alianza estratégica con el Partido Socialista Brasileño para las elecciones generales brasileñas de 2014, hasta que se aprobó su registro como partido político independiente en 2015.
La Red Sustentabilidad tiene 19 090 miembros a partir de enero de 2017. Para las elecciones generales brasileñas de 2018, la REDE ha formado con el Partido Verde una coalición llamada “Unidos para Transformar o Brasil”, con apoyo de Marina Silva.